# Пия Лейно
Пия Лейно (на фински: Piia Leino) е финландска журналистка и писателка на произведения в жанра социална драма, трилър, научна фантастика и хумор.

## Биография и творчество
Пия Лейно е родена през 1977 г. в Хелзинки, Финландия. Получава магистърска степен по социални науки и следва журналистика в университета в Тампере, където се дипломира през 2004 г. След това в продължение на 20 години работи като журналист във финландската информационна агенция STT в Хелзинки. Следва и творческо писане в Критичната академия в Хелзинки.
Първият ѝ роман „Грозният касиер“ е издаден през 2016 г. Той е хумористичен поглед към риалити телевизията и натиска, пред който са изправени жените. През 2017 г. е издаден дистопичният ѝ трилър „Раят“. Историята в него се развива в недалечното бъдеще през 2058 г., когато обществото се е сринало след гражданска война и националистическото движение, наречено Светлината, е завзело властта, а дисидентите са избягали. На гражданите е дадена виртуалната реалност наречена „Раят“, в която продължава да живее старият свят, по-жив и красив, отколкото някога е бил. Той е социално пристрастяващ, достъпен предимно за хора с достатъчно пари и положение, но и отчуждаващ хората от реалността. Работещият в университета Аксели изследва причината за апатията в хората, но в Рая среща жена на име Ина. Привлечени един от друг те решават да се срещнат и в реалността, а това променя всичко. Книгата разглежда темите за опасностите от дигиталния свят, силата на технологичните изобретения, подемът на националистическите движения, изменението на климата и нарастващото социално неравенство. Романът става бестселър, издаден е в много страни и я прави известна. Той печели наградата „Светът настрана“ (Maailman laita), наградата за литература „Мъниста“ (Helmet), а през 2019 г. е удостоен с наградата за литература на Европейския съюз.
Третият ѝ роман „Извънреден труд“ от 2020 г. също е история за близкото бъдеще, и разглежда въпроса: как бихме живели живота си, ако знаем кога трябва да умрем.
Пия Лейно живее със семейството си в Хелзинки.

## Произведения

### Самостоятелни романи
- Ruma kassa (2016)[1]
- Taivas (2017)[2]
Раят, изд.: ИК „Персей“, София (2022), прев. Росица Цветанова
- Yliaika (2020)
- Lakipiste (2021)
- Aarteidesi aikakirjat (2022)